# 어깨걸이극락조
어깨걸이극락조(Greater lophorina)는 어깨걸이풍조(Greater superb bird-of-paradise)라고도 알려져 있으며, 극락조과에 속하는 종이다. 2017년에 세 종이 있다는 사실이 알려지기 전까지는 이 속의 유일한 종으로 간주되었다.

## 묘사
몸길이가 약 26cm인 작은 새이다. 수컷은 검은색이며, 홍채색 녹색 왕관, 청록색 가슴 덮개, 등을 덮고 있는 긴 벨벳 같은 검은색 발기용 망토를 가지고 있다. 암컷은 적갈색 새로 아래쪽에 갈색 수염의 버프가 있다. 어린 새는 암컷과 비슷하다. 어깨걸이극락조는 이형 종이다.

## 분포 및 서식지
어깨걸이극락조는 뉴기니섬의 열대 우림 전역에 분포한다. 인도네시아와 파푸아뉴기니의 열대 우림이나 숲 가장자리에서 가장 흔하게 서식한다. 뉴기니섬의 산악 서식지에서도 발견할 수 있다.
어깨걸이극락조는 일반적으로 열대 우림에 서식하는 나무 위에서도 발견된다.

## 먹이
어깨걸이극락조는 먹이를 잡기 위해 숲의 나무를 가로질러 이동하는데, 계절에 따라 먹이를 구할 수 있는지에 따라 달라질 수 있다. 어깨걸이극락조는 과일과 곤충을 먹는 것으로 알려져 있을 뿐만 아니라 개구리, 파충류, 기타 작은 새와 같은 큰 동물을 잡아먹는 모습도 목격되었다.  때때로 숲의 땅에서 곤충을 찾기 위해 먹이를 찾는 모습도 볼 수 있다. 수컷 어깨걸이극락조는 1.2헥타르에 달하는 작은 땅을 방어하기 때문에 영토로 간주된다. 그 땅 안에서 과일과 곤충을 먹이로 먹는다.

## 포식자
어깨걸이극락조의 포식자로 알려진 것으로는 맹금류와 뱀이 있다.

## 구애 표시

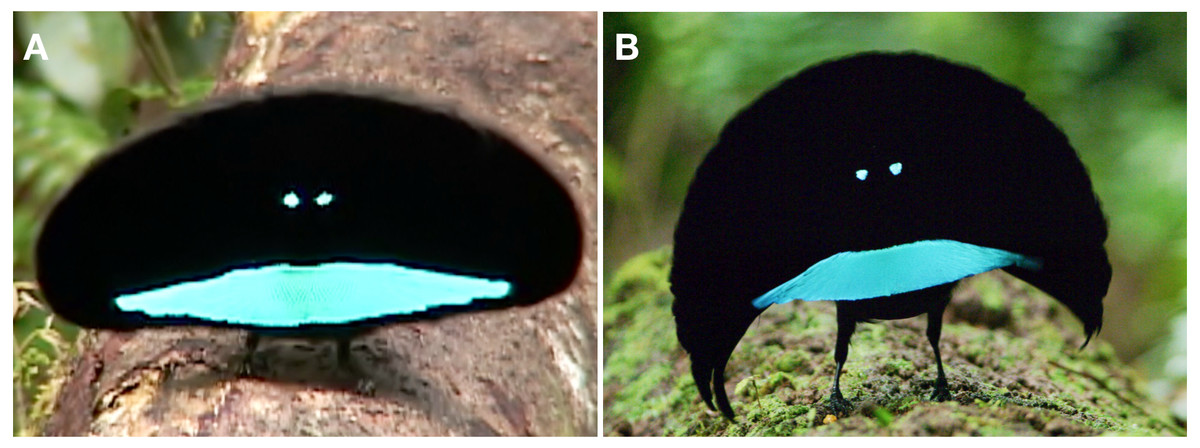
장식깃을 펼친 어깨걸이극락조

이 종은 암컷 개체 수가 비정상적으로 적고 수컷 간의 짝짓기 경쟁이 매우 치열하다. 이로 인해 이 종은 조류 세계에서 가장 정교한 구애 전시 중 하나가 되었다. 구애 전시에는 두 가지 주요 단계가 있다. 첫 번째 전시는 초기 전시 활동으로 알려진 일련의 비교적 간단한 행동이 포함되었다. 그런 다음 초기 전시는 고강도 전시로 알려진 보다 정교한 구애 전시가 이어진다. "댄스 플로어"(때나 나뭇가지를 나뭇잎으로 부드럽게 문지르기도 함)를 세심하고 세심하게 준비한 후 수컷이 먼저 큰 소리로 암컷을 유인한다. 호기심 많은 암컷이 다가오면 접힌 검은색 깃털 망토와 청록색 가슴 깃털이 스프링을 위로 보호하고 머리 주위로 넓게 대칭적으로 퍼져나가며 수컷 새의 정면을 순식간에 멋진 타원 모양의 생물로 바꾸어 스냅핑 핑거가 작동하는 것과 유사하게 꼬리 깃털을 서로 리듬감 있게 스냅한다. 평균 암컷은 짝짓기에 동의하기 전에 15~20명의 잠재적 구혼자를 거부한다. 수컷이 암컷을 유인하는 데 걸리는 긴 과정은 하루에 몇 시간이 걸릴 수 있음을 보여준다. 이 종은 다혈질이며 일반적으로 두 마리 이상의 암컷과 짝짓기를 한다.

## 번식
어깨걸이극락조는 숲 주변에서 발견되는 잎과 같은 부드러운 재료를 사용하여 나무 위에 둥지를 형성한다. 번식할 때 보통 둥지 안에 있는 알에서 1~3개를 생산한다. 알이 부화하고 병아리가 태어나기까지 약 16~22일이 걸린다. 그 후 병아리는 16~30일 이내에 둥지를 떠나 독립하여 스스로 살 수 있다. 수컷 어깨걸이극락조는 암컷에 비해 성숙하는 데 약 2년이 더 걸리는 경향이 있다. 또한 수컷이 구애를 위해 깃털을 발달시키는 데는 약 4~7년이 걸린다.

## 상황
깃털 때문에 많이 사냥되지만, 어깨걸이극락조는 뉴기니 숲에서 가장 흔하고 널리 퍼진 극락조 중 하나이며, IUCN 적색 목록에서 가장 우려가 적은 것으로 평가되었다. CITES의 부록 II에 등재되어 있다.